# مؤسسة جبل روكي
مؤسسة جبل روكي (MRI) هي مؤسسة في الولايات المتحدة مخصصة للاستشارات والبحوث ونشر والمحاضرات العامة في مجال الطاقة المستدامة، مع التركيز بشكل خاص على الابتكارات ذات الربحية في الطاقة والكفاءة العالية في استخدام الموارد. تأسست مؤسسة جبل روكي في عام 1982 ونمت لتصبح مؤسسة ذات قاعدة عريضة مع 85 موظفا وتبلغ ميزانيتها السنوية نحو 13 مليون دولار. العمل في مؤسسو جبل روكي مستقل ، مع التركيز القوي على الحلول المستندة إلى السوق. وقد استفاد من أ‘ماها أكثر من 80 شركة متنوعة القطاعات.
يقع مقرها الرئيسي في سنوماس بولاية كولورادو، ويوجد مكاتب لها في بولدر بولاية كولورادو.